# 相原宏徳
相原 宏徳（あいはら ひろのり、1938年6月17日 - 2013年1月28日）はTTI・エルビュー代表取締役会長、一般社団法人構想日本理事、国土空間データ基盤推進協議会理事長、日本戦略研究フォーラム副理事長、日本語審査委員会チェアマン。愛媛県出身。

## 経歴
1962年に東京大学工学部を卒業と同時に三菱商事に入社。1994年に常務取締役情報産業担当役員。1996年に情報産業総括担当役員。1998年に代表取締役副社長・剣・米国三菱商事会社社長。1999年に情報産業グループCEO就任。2002年6月に系列会社の宇宙通信の代表取締役会長に就任。2006年にトランスキュー・テクノロジーズの代表取締役会長、2008年にTTI・エルビューの代表取締役会長と展転し、それ以外にも2007年にパソナの取締役やグループのアドバイザリーボードメンバーを始め、2008年にアデランスの監査役に2009年には同社の社外取締役をその他、ベネフィット・ワン取締役、大樹総研顧問、NPOふるさとテレビ副会長を歴任。
2013年1月28日に多臓器不全のため死去（享年74歳）。

### 映画
| 公開年 | 公開年  | 作品名              | 制作（配給）                                                                                        | 役職   |
| ------ | ------- | ------------------- | --------------------------------------------------------------------------------------------------- | ------ |
| 2001年 | 7月20日 | 千と千尋の神隠し    | 徳間書店 スタジオジブリ ウォルト・ディズニー・カンパニー 日本テレビ 電通 東北新社 三菱商事 （東宝） | 製作補 |
| 2002年 | 7月20日 | 猫の恩返し          | 徳間書店 スタジオジブリ ウォルト・ディズニー・カンパニー 日本テレビ 博報堂 三菱商事 （東宝）        | 製作補 |
| 2002年 | 7月20日 | ギブリーズ episode2 | 徳間書店 スタジオジブリ ウォルト・ディズニー・カンパニー 日本テレビ 博報堂 三菱商事 （東宝）        | 製作補 |